# Edgar Padilla
Edgar Padilla Rivera (Toa Alta, 9 maggio 1975) è un ex cestista portoricano.

## Carriera
Con Porto Rico ha disputato i Giochi olimpici di Atlanta 1996 e i Campionati americani del 1999.